# Keh

Glifo del Keh

El keh o ceh es la duodécima veintena de días del sistema calendárico del haab. Está simbolizado por el venado y su dios patrono es un dios celeste. Otro simbolismo relacionado con esta veintena es la «tormenta roja y árboles». El keh, junto a las veintenas del Yax y sak,  conforma la trilogía de veintenas correspondientes a la Luna.